# Louis Claude Brullé
Pour les articles homonymes, voir Brullé.
Louis-Claude Brullé, mort à Paris le 8 janvier 1772, est un imprimeur français.
Contremaître dans l’imprimerie d’André-François Le Breton, l’éditeur de l’Encyclopédie, Brullé aida son employeur à censurer cet ouvrage, ce qui lui valut la rancœur durable de Diderot.
Il a rédigé les articles « Imprimerie » et « Prote » dans l’Encyclopédie.

## Source
- Franck A. Kafker, « Brullé : l’ostrogoth identifié », Recherches sur Diderot et sur l'Encyclopédie, n° 27.